# Hendrick van Anthonissen

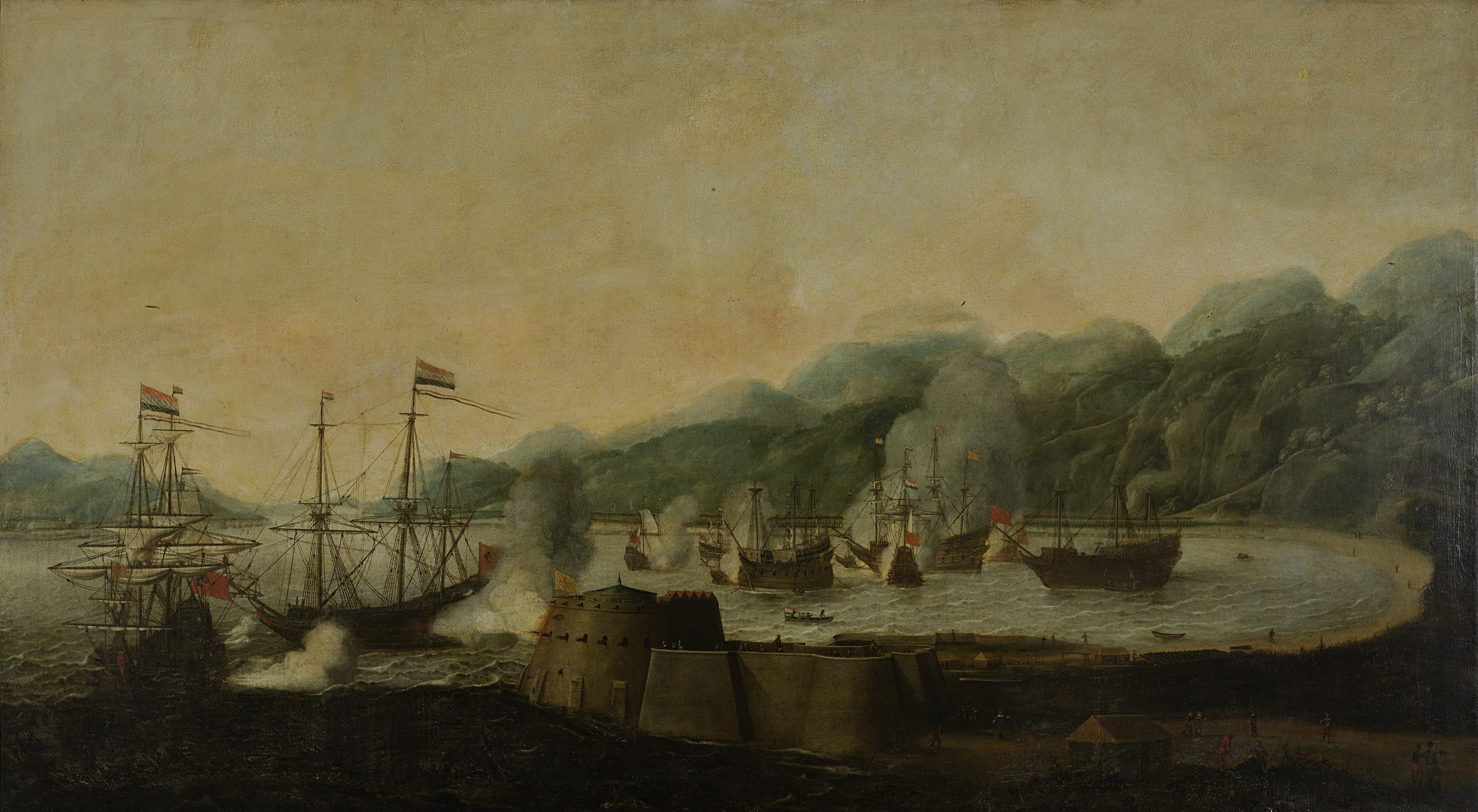
Hendrick van Anthonissen: Een Hollandse verrassingsaanval op drie Portugese galjoenen in de baai van Goa in 1639 (ca. 1653), Rijksmuseum Amsterdam.

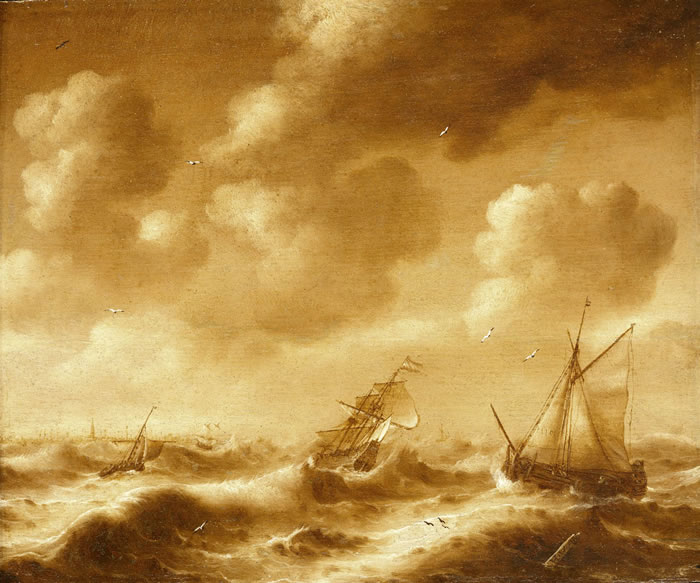
Hendrick van Anthonissen: Schepen in een storm (ca. 1656), National Maritime Museum, Londen.

Hendrick van Anthonissen (Amsterdam, 29 mei 1605 – aldaar, 12 november 1656), soms Hendrick van de Anthonissen of Hendrik van Antem genoemd, was een Nederlandse marineschilder, behorend tot de Hollandse School.

## Leven
Zijn vader was de marineschilder Aert Anthonisz, ook bekend als Aert van Antum. Aanvankelijk werd hij opgeleid door zijn vader, maar in 1626 was hij leerling van Jan Porcellis. Vermoedelijk in dat jaar kocht hij enkele tekeningen van hem. Hij onderging ook invloed van Jan van Goyen. Hij trouwde in 1630 in Amsterdam met Porcellis' schoonzus Judith Flessiers. Een jaar later kregen ze een zoon Arnoldus van Anthonissen, die ook marineschilder werd en door zijn vader werd opgeleid.
In 1631 verhuisde Van Antonissen naar Den Haag en in 1632 naar Leiden, waar hij op 19 september van dat jaar zijn testament opmaakte. Van 1635 tot 1642 was hij werkzaam in Leiderdorp, van 1642 tot 1651 weer in Amsterdam en daarna in Rijnsburg. In 1654 keerde hij opnieuw terug naar Amsterdam, waar hij in 1656 overleed.

## Werk
Van Van Anthonissen zijn grisailles, marines en strandgezichten bekend. Werk van hem hangt in onder meer het Rijksmuseum Amsterdam, de Hermitage (Sint-Petersburg), de Nationale Galerie Praag, het Nationaal Museum in Warschau, het National Maritime Museum in Greenwich (Londen), het Staatliches Museum in Schwerin en Het Scheepvaartmuseum in Amsterdam.
In 2014 ontdekte een assistent-conservator van het Fitzwilliam Museum in Cambridge bij de restauratie van het schilderij Gezicht op Scheveningen uit 1641, dat een deel was overgeschilderd om zo een aangespoelde walvis te verbergen. De overschildering is waarschijnlijk aangebracht in de achttiende eeuw, vermoedelijk om zo het schilderij beter te kunnen verkopen. Het werk is sinds 1873 in het bezit van het museum.
- Biografisch Portaal: 19340118
- Gemeinsame Normdatei: 1281807265
- KulturNav: ccc1437f-d895-417e-8425-007e8eaf67a8
- Library of Congress Control Number: nr91035298
- RKD-Nederlands Instituut voor Kunstgeschiedenis: 2050
- Union List of Artist Names: 500006017
- Virtual International Authority File: 95717585